# Julio Pintado
Julio Alfredo Pintado Madrigal (12 juni 1983) is een Andorrees voormalig wielrenner die twee jaren reed voor Massi-Kuwait Cycling Project.

## Carrière
In 2015 won Pintado zowel de tijdrit als de wegwedstrijd op het nationale kampioenschap. Een jaar later nam hij deel aan de tijdrit op het Europese kampioenschap, waar hij op de laatste plek eindigde.
In 2017 werd hij nogmaals Andorees kampioen tijdrijden.

## Overwinningen
2015
 Andorrees kampioen tijdrijden, Elite
 Andorrees kampioen op de weg, Elite
2017
 Andorrees kampioen tijdrijden, Elite

## Ploegen
- 2016 –  Massi-Kuwait Cycling Project (vanaf 11-7)
- 2017 –  Massi-Kuwait Cycling Project